# Tangl Ferenc
Tangl Ferenc (Pest, 1866. január 6. – Budapest, 1917. december 19.) fiziológus, humán és állatorvos, egyetemi tanár, a Magyar Tudományos Akadémia tagja, Tangl Károly bátyja, Tangl Harald apja.

## Élete
Szerény anyagi helyzetű kisiparos család gyermeke, Tangl Károly fizikusnak, Eötvös Loránd tanársegédének bátyja volt. 1888-ban szerzett Budapesten orvosi oklevelet. Ezután a Kórbonctani Intézetben kapott állást. 1889-ben a grazi orvosegyetemen, a szövettani és fejlődéstani tanszéken volt asszisztens, majd Schordann Zsigmond-féle ösztöndíjjal Tübingenben bakteriológiával foglalkozott, s rövid ideig egy berlini kórházban orvosként dolgozott, Robert Kochtól tanult. 1891-ben Lipcsében Karl Ludwig intézetében foglalkozott élettani és életvegytani ismereteinek gyarapításával. 1891-től tanársegéd volt a budapesti kórbonctani tanszéken, pályatársai voltak a Scheuthauer Gusztáv tanár mellett dolgozó Hutÿra Ferenc és Preisz Hugó is. 1892-től az élettan és természettan segédtanára, 1903-tól rendes tanára volt az Állatorvosi Főiskolán. 1903–1914 között az élet- és kórvegytan, 1906–1914-ben az általános kórtan, 1914–1917 közt az élettan nyilvános rendes tanára lett a Budapesti Tudománygyetemen. A kezdeményezésére 1896 végén létrehozott Állatélettani és Takarmányozási Kísérleti Állomás első igazgatója volt, működésének köszönhető, hogy ez 1901-től technikailag Európa élvonalához tartozó intézménnyé fejlődhetett. A Magyar Tudományos Akadémia 1902-ben levelező, 1910-ben rendes tagjai közé választotta.
Jelentősek az egyéni fejlődésnek, a madárembrió fejlődésének, a rovarok metamorfózisának energetikájára és az anyagcserére vonatkozó kutatásai és e célra szerkesztett eszközei. Az Állatorvosi Főiskola Élettani és Biokémiai Tanszéke, valamint Anatómiai és Szövettani Tanszéke egyaránt a tudományterülete megalapítójának tekinti.
1900-ban Budapesten megszületett Harald fia, aki a tudományos életben is a nyomdokaiban haladt.
1917. december 22-én temették a Kerepesi temetőben a 32. parcella 1. sor 23. sírhelyére, ahonnan 1954. április 25-én exhumálták és a Farkasréti temetőben, a II/79. fülkébe helyezték végső nyugalomra.

## Műveiből
- A diphteria aetiológiájáról, Budapest, 1891
- Útmutató a bakteriológiában, Budapest, 1894
- A mezőhegyesi öntözött réteken termő széna mint lótakarmány. In: Kísérletügyi közlemények, 1899, 2. 134–149. o.
- Vizsgálatok a sertés táplálóanyag- és energiaszükségletéről, Budapest, 1899
- Anyagcsere-vizsgálatok (lovakon) mészben szegény takarmánnyal. In: Kísérletügyi közlemények. 1901. 4. 197–208. o.
- Adatok az ébrény fejlődésének energetikájához, Budapest, 1902
- A bezsombolyázott sáros és békarokkás széna tápértéke, Budapest, 1902
- Respirációs készülék középnagyságú állatok részére, Budapest, 1912
- A veseműködés calorimetriája, Budapest, 1913
- A fehér vérsejtek és a genny fizikális kémiájáról, Budapest, 1917
- A fedezés befolyása a ló anyagcseréjére. Előleges közlemény. In: Kísérletügyi közlemények. 1898. 1/1. 19–25. o.
- Az itatás befolyása a takarmány kihasználására. Előleges közlemény. In: Kísérletügyi közlemények. 1898. 1/1. 11–18. o.
- Beiträge zur Futtermittellehre und Stiffwechselphysiologie der landwirtschaftlichen Nutztiere. Berlin, Parey Kiadó, 1908
- Kísérletes vizsgálatok a különböző rostaaljak takarmányértékéről. I. közlemény. A lóheremag-rostaalj takarmányértéke In: Kísérletügyi közlemények. 1902. 5. 148–157. o.

## Emlékezete
- Emléktábláját a Budapest, István út 2. szám alatti Sebészeti és Szemészeti Tanszék falán 1996. május 28-án leplezték le.
- Tangl Ferenc emlékérem. Sós András szobrászművész 91 mm átmérőjű, öntött bronzérmet készített Tangl professzorról. A készítés éve ismeretlen, mint díjat 1970-től adományozták. Az előlapon kissé balra néző mellkép, tőle jobbra monogram, köriratban: „TANGL FERENC 1866-1917. A hátlapon körirat: „SOCIETAS SCIENTIAE NVTRITIONIS HVNGARICA.(MMJ) Címoldala:;Hátoldala: